# Daniel Lavoie
Daniel Lavoie, född den 17 mars 1949 i Dunrea, Manitoba, Kanada, är en kanadensisk musiker. 
Lavoie som är en franco-manitobain (en person från den fransktalande minoriteten i provinsen Manitoba) växte upp med musiken, redan som barn fick han lära sig att spela piano. Lavoie väckte uppmärksamhet för första gången när han vann en sångtävling i tv-programmet Jeunesse oblige som organiserades av Société Radio-Canada.
Daniel Lavoie sjöng på franska och engelska med två olika grupper, men han karriär började ta fart på allvar efter en turné i Québec år 1970. Efter ytterligare några år hade han också lyckats bli populär i Frankrike efter ett antal framträdanden på Bobino och l'Olympia i Paris. Hans album Nirvana bleue som spelades in 1979 är än idag en av hans största succéer.
Lavoie är mest känd för att ha spelat Frollo i den franska musikalen Notre-Dame de Paris. Han har också skrivit musik till flera filmer, till exempel Ludovic som är en serie med animerade kortfilmer. 
Daniel Lavoie är gift med Louise Dubuc. Paret har tre barn: Matthieu, Gabrielle och Joseph.